# Jasper (Alberta)

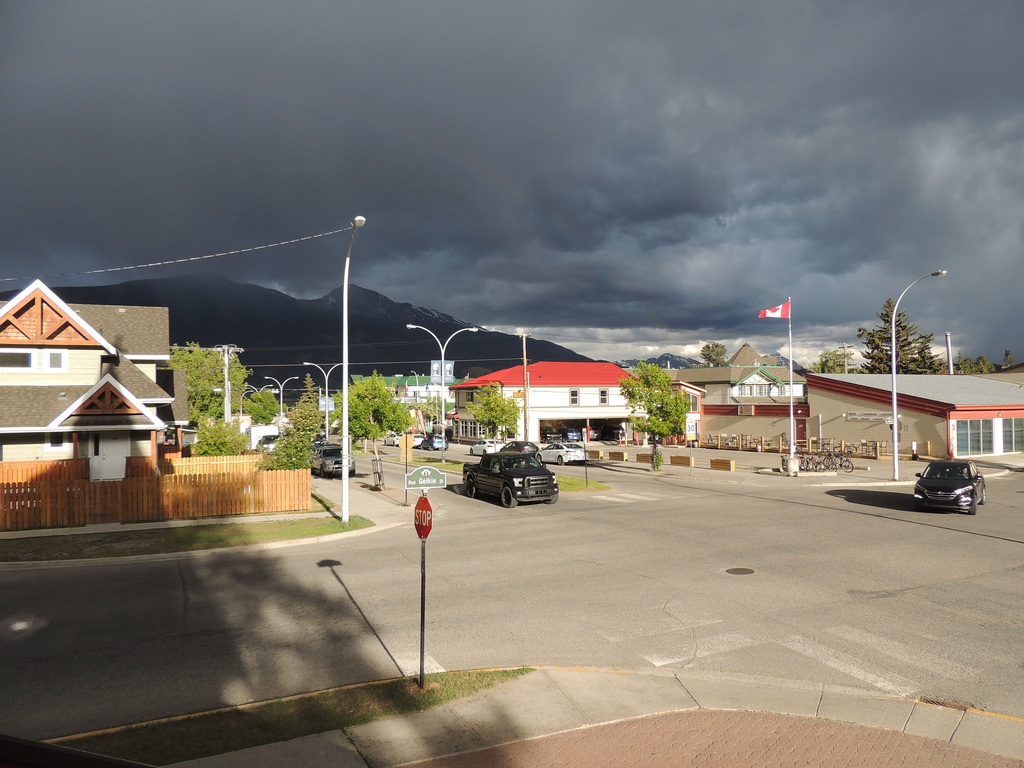
Esquina de Jasper

Jasper, en la provincia de Alberta, Canadá, es un pueblo de apenas unos 4.051 (2011) habitantes, enclavado en las Montañas Rocosas, al cual se llega a través de autopista o tren. 
Llamado así por el fundador del pueblo, y siendo originalmente una posta de correo, Jasper es actualmente un pintoresco pueblo que vive de los miles de turistas que anualmente llegan para disfrutar de las maravillas naturales que ofrece el parque nacional Jasper.